# Партизански одред Плави Јадран
Партизански одред Плави Јадран је био партизанска јединица у саставу Народноослободилачке војске и партизанских одреда Југославије током Другог светског рата у Хрватској.

## Историјат
Формиран је средином септембра 1943. у Ражанцу од народноослободилачког партизанског батаљона Плави Јадран и новопридошлих бораца. Имао је четири батаљона, од којих је један формиран од бивших италијанских војника (батаљон Гофредо Мамели (Goffredo Mameli)). Ушао је у састав 6. дивизије НОВЈ. Од формирања до почетка новембра 1943. дејствује на просторији Задар—Нин—Обровац—Бенковац—Биоград на мору, нападао је непријатељска упоришта, патроле и колоне из заседа и рушио комуникације на свом оперативном подручју. Тако је 26. септембра разбио ауто-колону немачке 114. ловачке дивизије на комуникацији Задар—Обровац и уништио 10 камиона; 3. и 4. октобра спречио продор немачких јединица цестом Земуник—Нин, 5. октобра напао и разбио код Задра немачку колону од око 300 војника; 9. октобра одбио напад немачких снага, јачине око 300 војника, из Задра код села Бришева и Нина. Средином новембра 1943. улази у састав Оперативног штаба за Лику и дејствује на просторији Госпић—Карлобаг—Оточац. Његове јединице су 21. новембра заједно са 1. бригадом 13. дивизије НОВЈ водиле борбе против делова 9. и 13. усташког батаљона 4. усташке бригаде на комуникацији Госпић—Карлобаг. Крајем новембра Одред је имао око 150 бораца. Његове јединице су 1. децембра код села Гесарице (близу Карлобага), уз велике губитке, одбиле напад усташа из Карлобага и принудиле их на повлачење. Расформиран средином децембра 1943. када је једним делом бораца формиран нови НОП батаљон Плави јадран (који се назива још и четом Плави Јадран), а осталим људством попу- њене су јединице Оперативног штаба за Лику.